# Nagyrápolt
Nagyrápolt (románul: Rapolt vagy Rapoltu Mare) falu Romániában, Erdélyben, Hunyad megyében.

## Fekvése
A Maros jobb partján, az Erdélyi-érchegység lábánál, Piskitől hat kilométerre északkeletre fekszik.

## Nevének eredete
Német eredetű személynévből való. Először 1346-ban, Rapolt alakban említették, a később települt Kisrápolttól való megkülönböztetését szolgáló előtagja 1760–1762-ben tűnt fel (Nagy Rápold).

## Története
1535-ben plébánosát, Rapolti János kanonokot Gyulai Mihály társaival kirabolta és megsebesítette. Református egyháza 1766-ban anyaegyház volt és Arany filiával együtt 93 férfit és 76 asszonyt számlált. Birtokosai a 18. század második felében a gr. Gyulay, gr. Nemes, br. Jósika, br. Györffy, Naláczi, Zeyk, Rápolti, tancsi Földvári, rápolti Székely, Dobrai, Kováts és Köblös családok, közrendű református lakói között a leggyakoribb családnevek az Ács, Csizmás, Ferkő, Hatházi, Szathmári és Tasnádi voltak. Az eklézsia 1796-os birtokösszeírása a határt egy-két kivétellel román eredetű helynevekkel írta le, az 1779-es egyházi vizitáció pedig azért is ajánlta a református szülőknek gyermekeik iskolába járatását, mert ott megtanulnának magyarul.

## Népessége
- 1850-ben 1105 lakosából 905 fő volt román és 167 magyar nemzetiségű; 870 ortodox, 160 református, 53 görögkatolikus és 19 római katolikus vallású.
- 1900-ban 1144 lakosából 933 volt román és 202 magyar anyanyelvű; 923 ortodox, 178 református és 25 zsidó vallású.
- 2002-ben 925 lakosából 884 vallotta magát román és 11 magyar nemzetiségűnek; 816 ortodox, 51 pünkösdista és 10 református vallásúnak.

## Látnivalók
- A falu északi részén, egy dombra épült, középkori eredetű református templomát az 1930-as években Debreczeni László tervei alapján újították fel. A szentegyházba néhány, a környékről előkerült római kori sírkövet is beépítettek. Eredetileg román stílusú volt, szentélyét a 15. század második felében gótikus stílusban átépítették és hálóboltozattal látták el. A hajót valamikor egy méterrel megmagasították. 1960-ban a templom leégett. A hajóban 14. századi freskók láthatóak (Fájdalmas Krisztus és egy Pietà töredéke), a szentélyben pedig nagyon rossz állapotú, al secco festménytöredékek.[5] Egyik harangja 1523-ból való.[6]
- A templomdombtól keletre, egy másik dombon romladozik a 18. században épült, egykori Rápolthy–Jósika–Daniel kastély.
- A falu műúttól északra fekvő részének faluképe egységesen műemléki jelentőségű.

## Híres emberek
- A „nagyrápolti” nemesi előnevet viselte Szent-Györgyi Albert családja.

## Képek

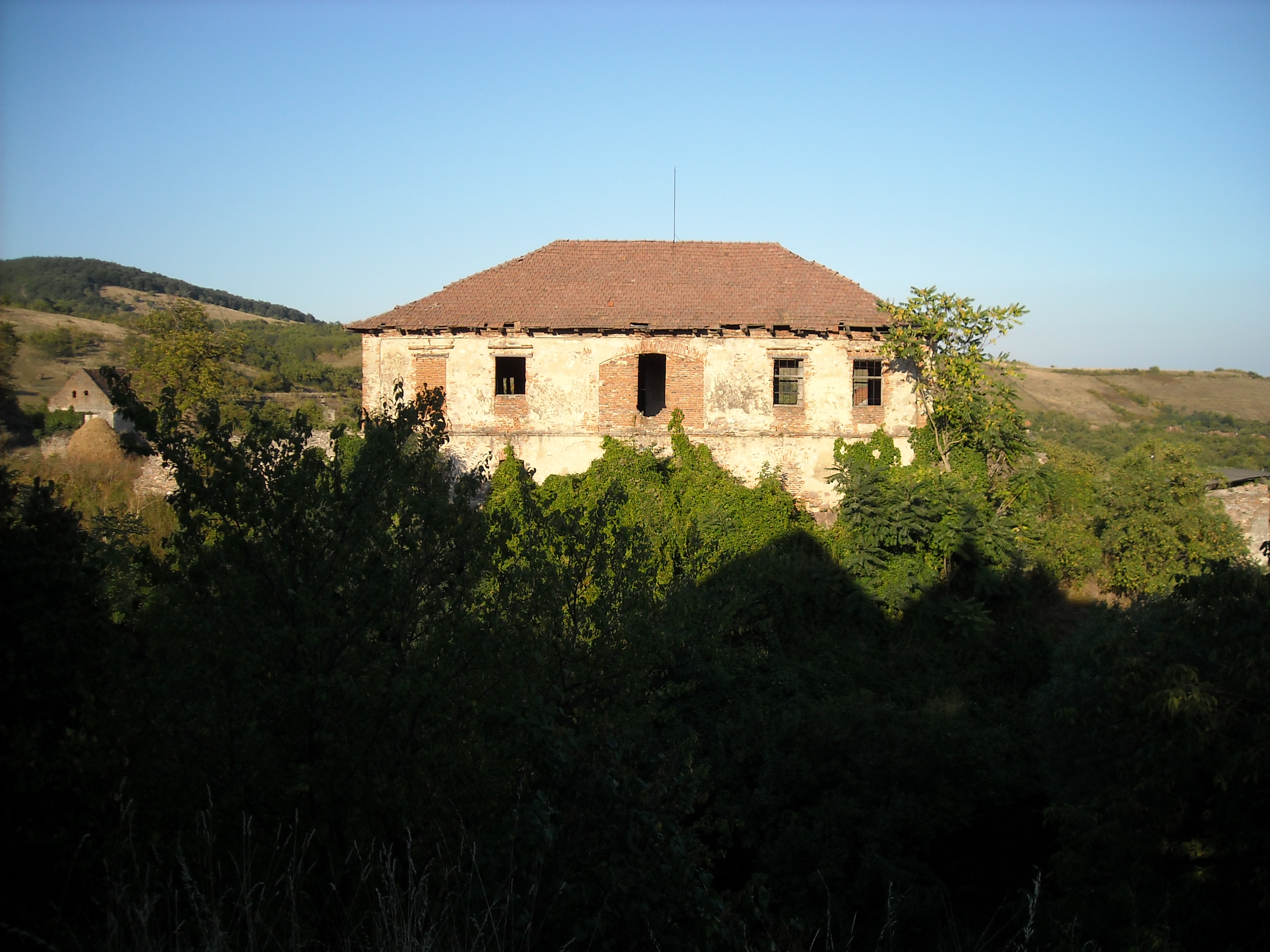
A romos Rápolthy–Daniel kastély
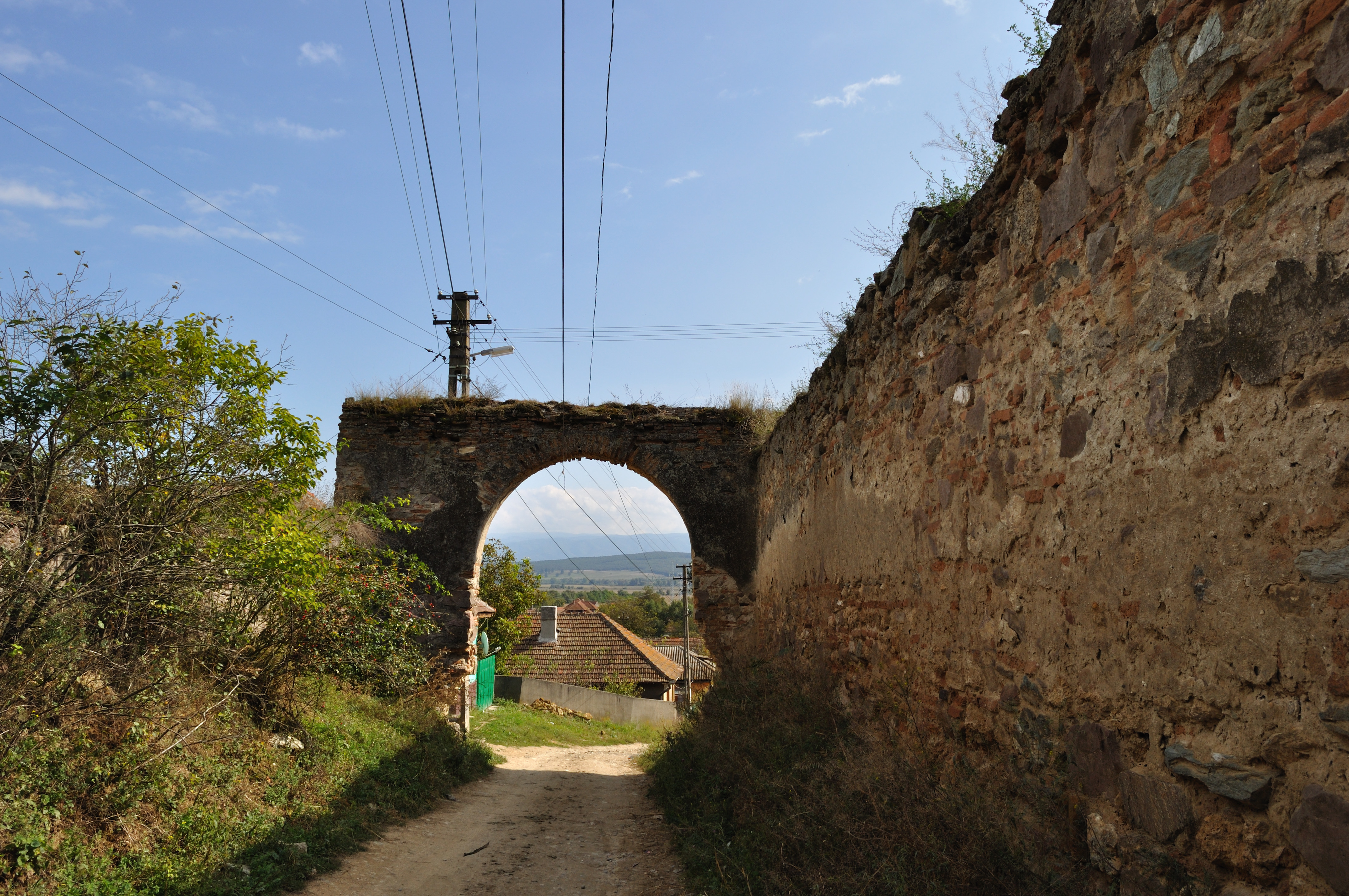
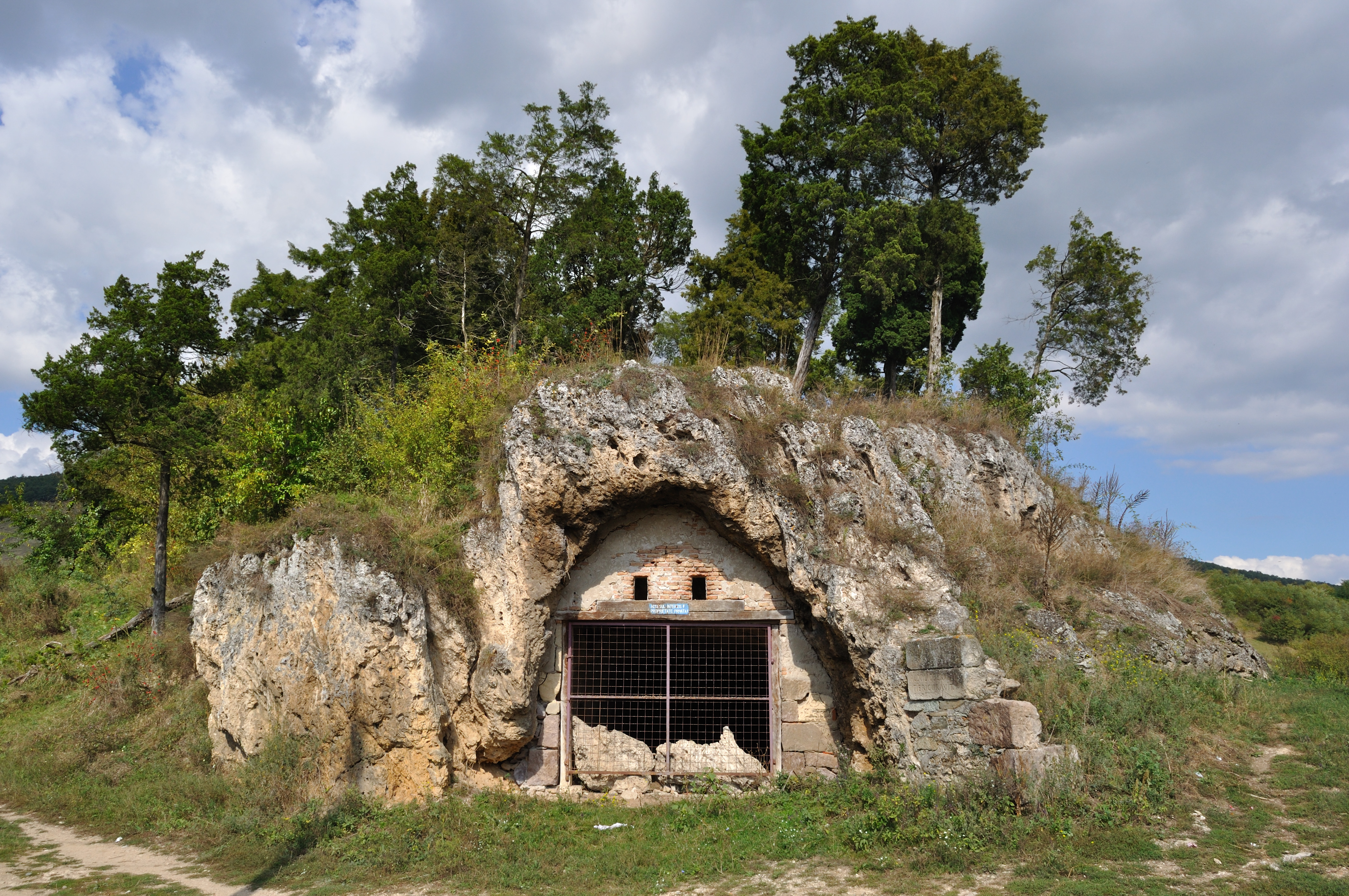
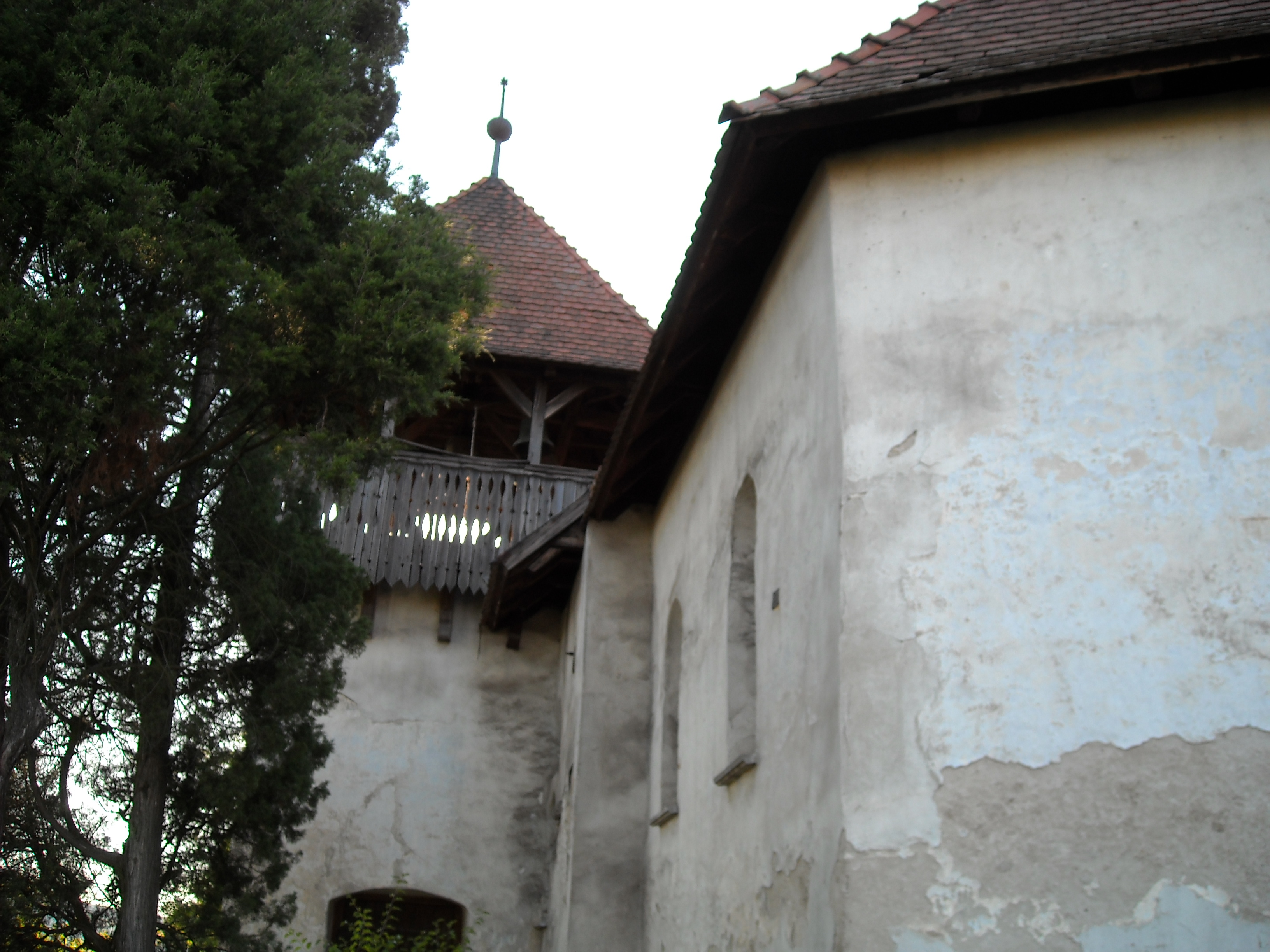
A nagyrápolti református templom
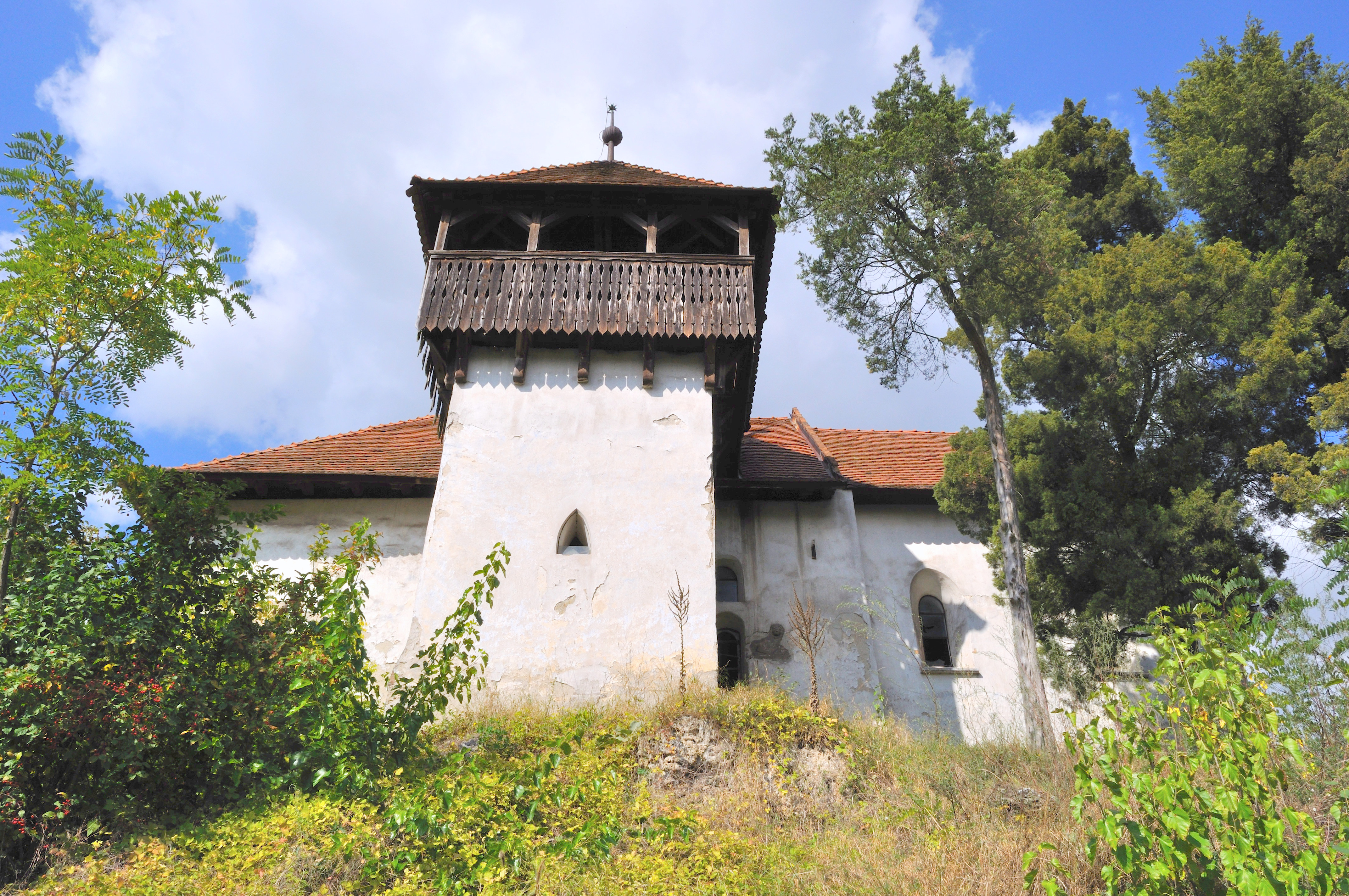
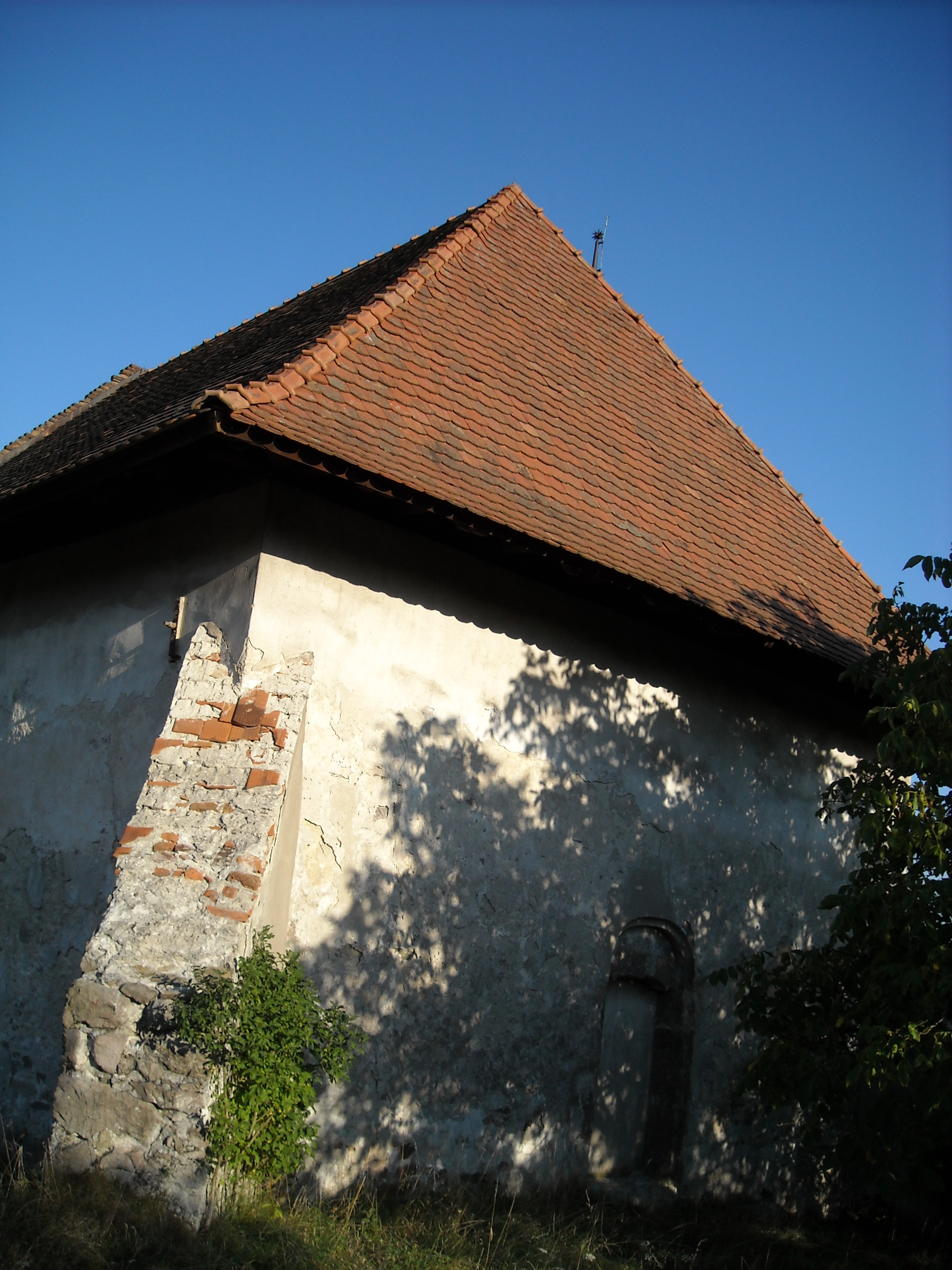
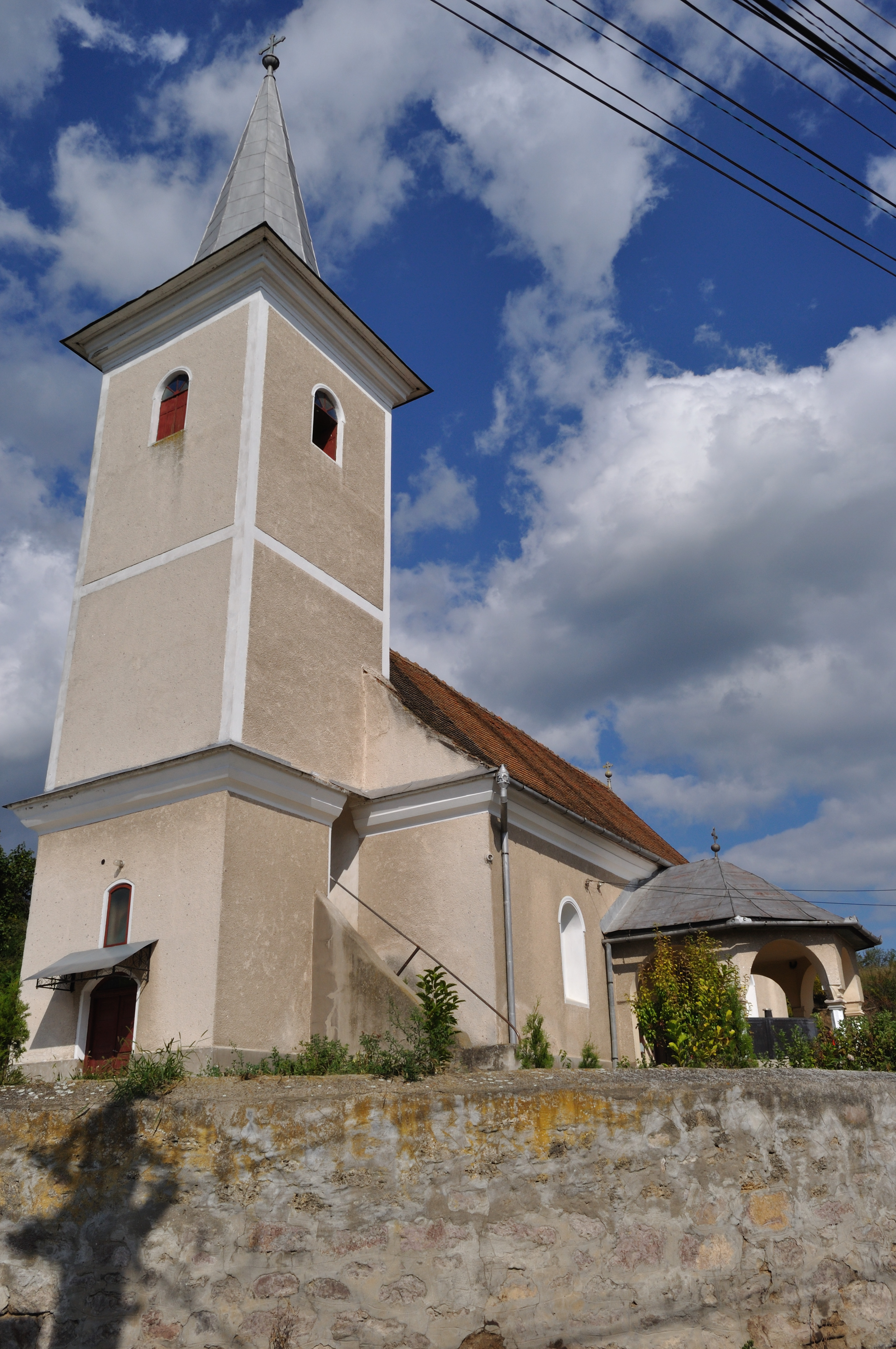
Ortodox templom
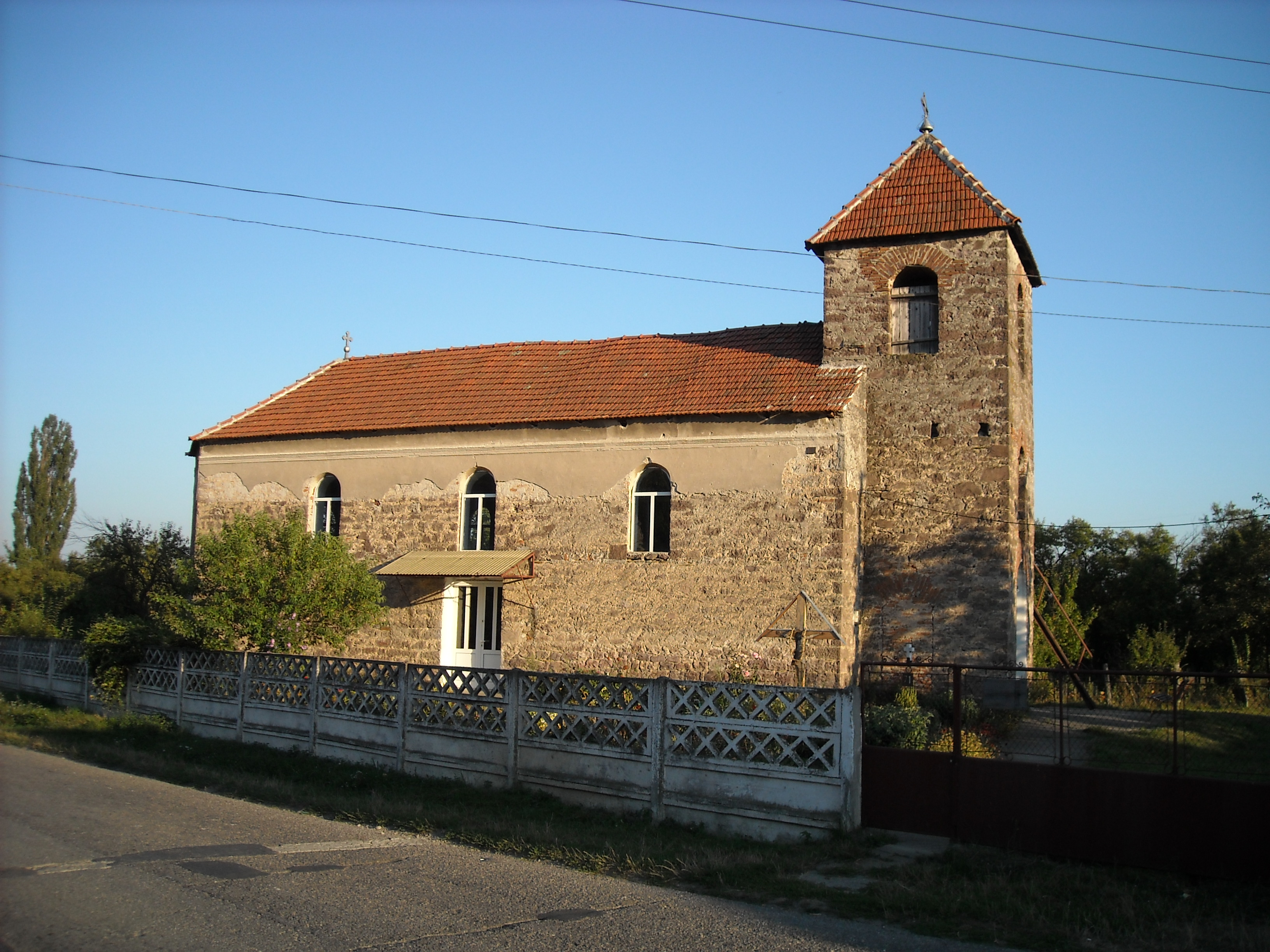
Görögkatolikus templom
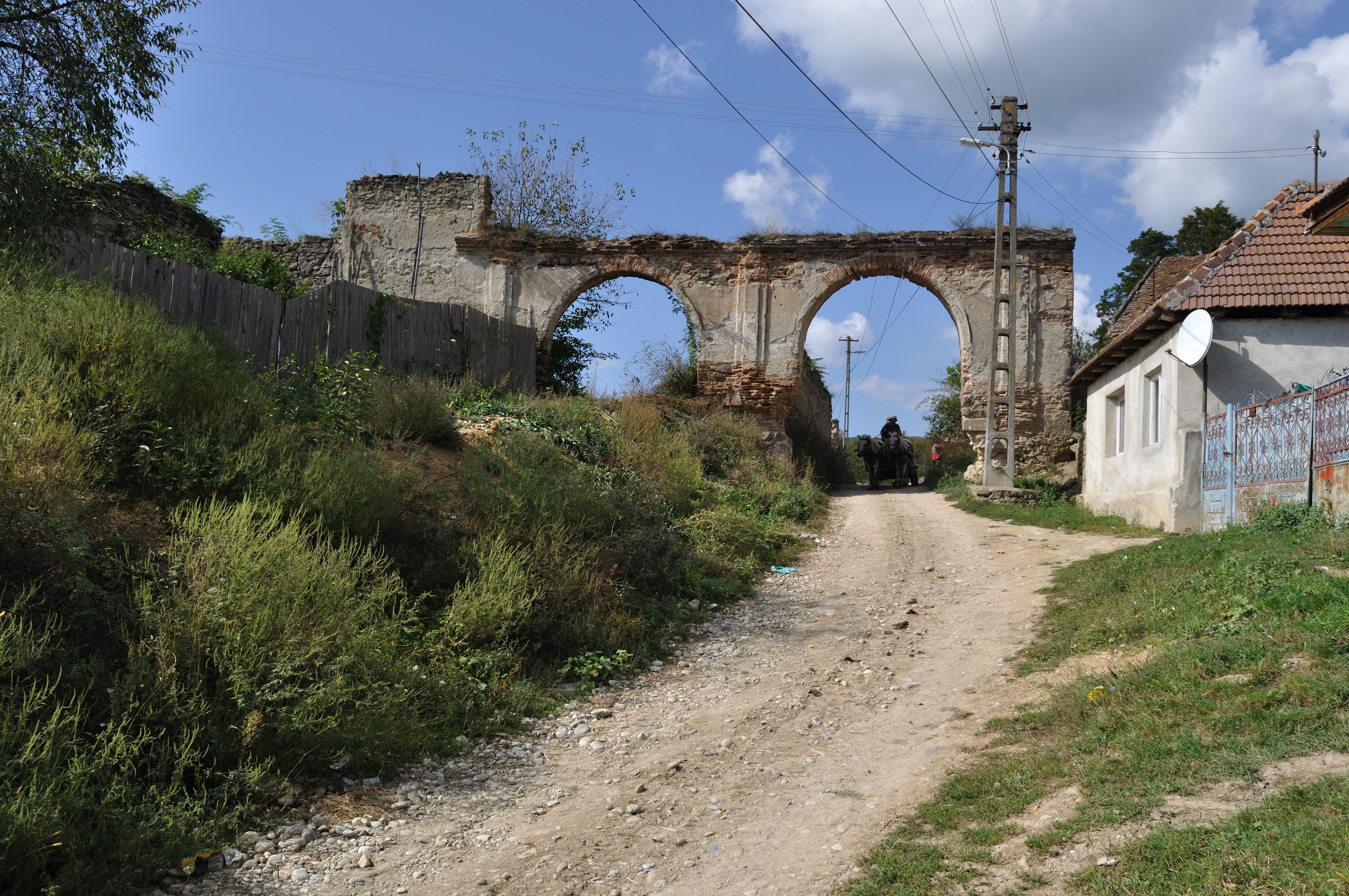
A Rápolthy–Daniel kastély romjai
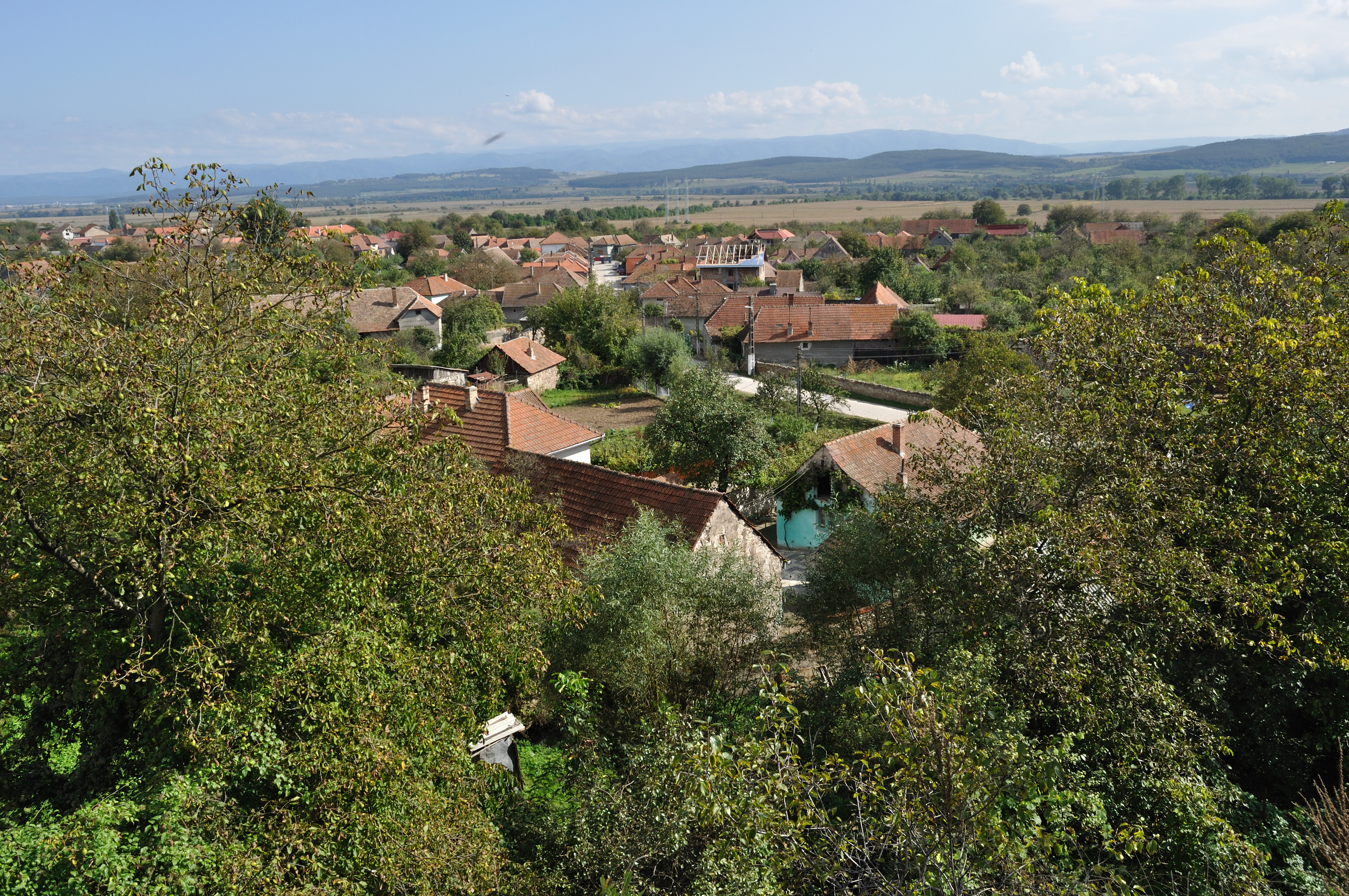
A falu és a környező táj